# Will Yun Lee
Will Yun Lee (이윌윤) (Arlington, 22 marzo 1971) è un attore statunitense di origini coreane.

## Carriera
È conosciuto soprattutto per il ruolo di Danny Woo nella serie televisiva Witchblade della TNT e quello di Jae Kim nella serie Bionic Woman della NBC. Ha interpretato ruoli importanti anche in film come La morte può attendere, Elektra nel ruolo del villain Kirigi e Wolverine - L'immortale nel ruolo di Kenuichio Harada.

### Vita privata
Nell'ottobre 2010, Lee ha sposato l'attrice Jennifer Birmingham. Nel giugno 2013 è nato il primo figlio della coppia.

## Filmografia parziale

### Cinema
- La morte può attendere (Die Another Day), regia di Lee Tamahori (2002)
- Torque - Circuiti di fuoco (Torque), regia di Joseph Kahn (2004)
- Elektra, regia di Rob Bowman (2005)
- The King of Fighters, regia di Gordon Chan (2010)
- Five Star Day, regia di Danny Buday (2010)
- Setup, regia di Mike Gunther (2011)
- Total Recall - Atto di forza (Total Recall), regia di Len Wiseman (2012)
- Red Dawn - Alba rossa (Red Dawn), regia di Dan Bradley (2012)
- Wolverine - L'immortale (The Wolverine), regia di James Mangold (2013)
- San Andreas, regia di Brad Peyton (2015)
- Spy, regia di Paul Feig (2015)
- Rampage - Furia animale (Rampage), regia di Brad Peyton (2018)

### Televisione

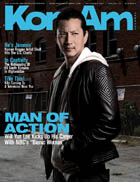
Will Yun Lee.

- Witchblade – serie TV, 23 episodi (2001-2002)
- Law & Order - I due volti della giustizia (Law & Order) - serie TV, 1 episodio (2004)
- Thief - Il professionista (Thief) – miniserie TV, 6 episodi (2006)
- Tsunami (Tsunami - The Aftermath) – miniserie TV, 2 puntate (2006)
- Fallen - Angeli caduti (Fallen) – miniserie TV, 2 episodi (2007)
- Bionic Woman – serie TV, 7 episodi (2007)
- Hawaii Five-0 – serie TV, 7 episodi (2010-2013)
- Intelligence – serie TV, 2 episodi (2014)
- True Blood – serie TV, 5 episodi (2014)
- Falling Water - serie TV, 20 episodi (2016-2017)
- The Good Doctor - serie TV (2018-2024)
- Altered Carbon - serie TV (2018-2020)
- The Guardians of Justice - serie TV (2022)

### Doppiaggio
- Sleeping Dogs – videogioco (2012)
- Yakuza: Like a Dragon – videogioco (2020)
- Blade Runner: Black Lotus - serie animata (2021-2022)

## Doppiatori italiani
Nelle versioni in italiano delle opere in cui ha recitato, Will Yun Lee è stato doppiato da:
- Alessandro Quarta in Torque - Circuiti di fuoco, Setup
- Alessandro Ballico in CSI - Scena del crimine, Spy
- Nanni Baldini in La morte può attendere
- Gianluca Tusco in Witchblade
- Gianfranco Miranda in Elektra
- Lorenzo Scattorin in Thief - Il professionista
- Carlo Scipioni in Tsunami
- Massimiliano Manfredi in Fallen - Angeli caduti
- Alessandro Budroni in Hawaii Five-0
- Francesco Sechi in Total Recall - Atto di forza
- Emiliano Coltorti in Wolverine - L'immortale
- Vittorio Guerrieri in San Andreas
- Stefano Crescentini in Falling Water
- Roberto Certomà in The Good Doctor
- Gabriele Lopez in Altered Carbon
- Renato Novara in The Guardians of Justice